# Proibição de cotas raciais nos Estados Unidos da América
A Suprema Corte dos Estados Unidos decidiu que a raça de uma criança não pode ser usada para determinar a escola onde ela deve estudar e declarou inconstitucional a política de cotas raciais das universidades americanas, que é um tipo de ação afirmativa, em 2023, tornando as cotas raciais para ingresso no ensino superior ilegais nos Estados Unidos, onde são proibidas para essa finalidade, porque estariam discriminando e excluindo os estudantes asiáticos. Estudantes asiáticos processaram a Universidade Harvard e a Universidade da Carolina do Norte sob o argumento de que, apesar de serem mais qualificados do que outras minorias, como negros e latinos, acabavam sendo prejudicados pelo foco na raça como critério de desempate.

## Estados Unidos vs. Brasil
Até a década de 1950, parte dos estados americanos proibiam os negros de frequentar as mesmas escolas, igrejas e restaurantes das pessoas brancas, semelhante ao Apartheid na África do Sul. Com o fim da segregação racial nos Estados Unidos, as ações afirmativas surgiram como parte de um esforço de integrar os negros na sociedade americana. A prática foi adotada pela maioria das universidades do país.

## Desdobramentos Recentes
Em 2023, a Suprema Corte dos Estados Unidos julgou as cotas raciais inconstitucionais, tornando-as ilegais no país desde a declaração de inconstitucionalidade em 2023. Isso significa que, por exemplo, não é mais permitido que as universidades americanas usem cotas raciais em seus processos de admissão.

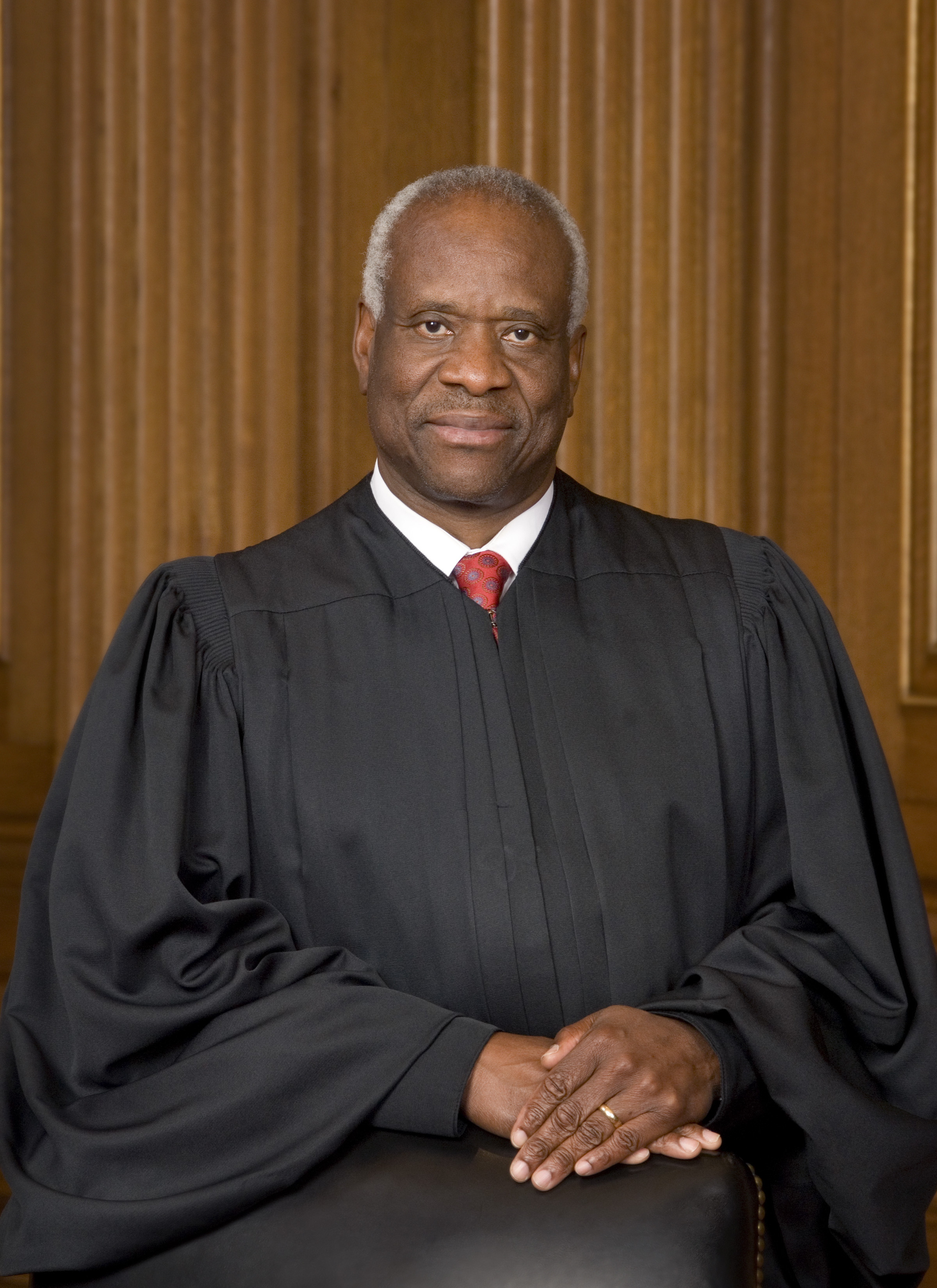
Clarence Thomas

A decisão foi tomada com uma votação de 6 a 3, com a maioria dos juízes argumentando que a cor da pele de uma pessoa não deve desempenhar um papel na avaliação individualizada para um ambiente de aprendizagem diversificado. A ministra Sonia Sotomayor, um dos votos contrários à decisão, expressou preocupação de que isso possa aprofundar ainda mais a desigualdade racial na educação. No entanto, o ministro Clarence Thomas, que é negro e afro-americano, tem uma aversão declarada a medidas legislativas e judiciais que beneficiam a população negra. Ele deixou isso bem claro em uma declaração que fez em 2004, na qual associa essas medidas à teoria da inferioridade negra. A respeito das medidas afirmativas que beneficiam a população negra, o economista Walter Williams, que também é negro, afirma que os negros na verdade são prejudicados, pois essas iniciativas reforçam os estereótipos raciais e desestimulam a iniciativa própria. O ministro Clarence Thomas escreveu em seu voto separado que a ação afirmativa gera um estigma contra as minorias que alcançam sucesso em suas carreiras profissionais, com a especulação de que são bem-sucedidos devido a favoritismo, e não ao mérito.
Antes dessa decisão, as universidades americanas tinham a possibilidade de considerar o impacto da raça na vida de um estudante durante o processo de admissão. Contudo, com essa nova determinação, as instituições de ensino superior nos Estados Unidos não podem mais estabelecer cotas raciais, isto é, não podem reservar vagas especificamente para pessoas negras.

## Argumentos
Argumentos contrários às cotas raciais:
1. Inconstitucionalidade: Em 2023, a Suprema Corte dos Estados Unidos declarou inconstitucional a política de cotas raciais das universidades americanas. ⅔ dos juízes da Suprema Corte votaram contra a manutenção das cotas raciais.[7][4][8]
2. Estigma: A ação afirmativa pode gerar um estigma contra as minorias que alcançam sucesso, com a especulação de que são bem-sucedidos devido a favoritismo, e não ao mérito. Esse argumento é usado pelo ministro Clarence Thomas, da Suprema Corte dos Estados Unidos.[7]